# Терри, Джудит
Джудит Хелен «Джуд» Терри (англ. Judith Helen «Jude» Terry; род. в 1974, Джерси) — британский военный деятель, коммодор Королевского военно-морского флота Великобритании.

## Биография
Джудит Хелен Терри родилась в 1974 году на острове Джерси. Родители — чиф-петти-офицер Королевского военно-морского флота Великобритании Робин Терри и его жена Маргарет. Во время рождения дочери отец был в море на борту крейсера «HMS Tiger». Имеет сестру — Кэролайн.
Выросла в Сент-Клементе. В 1985—1994 годах училась в колледже Джерси для девочек, после чего поступила в университет Данди, который окончила в 1997 году со степенью бакалавра наук в области анатомии.
В 1997 году поступила в Королевский военно-морской колледж Британии в Дартмуте. 17 сентября того же года после завершения обучения была зачислена в Королевский военно-морской флот Великобритании в звании лейтенанта. 10 октября 2006 года повышена в звании до лейтенант-коммандера. За время своей карьеры, в частности, служила на фрегате «HMS Boxer», исследовательском судне «HMS Scott» и вертолётоносце «HMS Ocean» в качестве офицера по вопросам тыла, приняв участие в операциях в Персидском заливе, Балтийском море, Индийском океане, Карибском море, а также в Сомали и Сьерра-Леоне
В 2011—2012 годах прошла курс обучения в Командно-штабном колледже объединённых служб, по окончании которого получила степень магистра искусств в области оборонных исследований. 30 июня 2014 года получила звание коммандера, а 24 июля 2018 года повышена до капитана. В том же году была назначена на пост помощника по военным вопросам при начальнике объединённых операций в Постоянном Объединённом штабе в Нортвуде и в этом качестве участвовала в организации и проведении вывода британских войск из Афганистана. Также принимала участие в операции по сдерживанию распространения лихорадки Эбола в Западной Африке в 2014—2015 годах. 8 марта 2021 года получила звание коммодора. В настоящее время является заместителем директора департамента по кадрам Королевского военно-морского флота Великобритании.
25 мая 2021 года было объявлено о том, что в августе 2022 года Терри будет присвоено звание контр-адмирала с назначением на должность военно-морского секретаря и директора по кадрам и подготовке, в связи с чем она станет первой женщиной-адмиралом, состоящей на военной службе, за всю 500-летнюю историю британского флота.

## Награды
- Орден Британской империи степени офицера военного дивизиона (31 декабря 2016 года)[18][19]. Вручён герцогом Кембриджским на церемонии в Букингемском дворце[20].
- Дама-командор ордена Бани (31 декабря 2024 года)[21].

## Личная жизнь
В 2009 году вышла замуж за капитана Королевского военно-морского флота Великобритании Ноэля Чарльтона, церемония прошла в приходской церкви Святого Климента на Джерси. Живут в Портсмуте, где Терри прослужила большую часть своей карьеры.